# Haplolobus bintuluensis
Haplolobus bintuluensis är en tvåhjärtbladig växtart som beskrevs av K.M. Kochummen. Haplolobus bintuluensis ingår i släktet Haplolobus och familjen Burseraceae. Inga underarter finns listade i Catalogue of Life.